# Dekanat kłecki
Dekanat kłecki – jeden z 30 dekanatów archidiecezji gnieźnieńskiej, składający się z 11 parafii.

## Parafie
- Parafia św. Wojciecha w Budziejewku
- Parafia św. Mikołaja i św. Jadwigi w Dębnicy
- Parafia św. Stanisława Biskupa w Gołaszewie
- Parafia św. Jerzego i św. Jadwigi w Kłecku
- Parafia Wniebowzięcia Najświętszej Maryi Panny w Łopiennie
- Parafia św. Michała Archanioła w Mieścisku
- Parafia św. Anny w Podlesiu Kościelnym
- Parafia Najświętszego Serca Pana Jezusa w Popowie-Ignacewie
- Parafia Zwiastowania Najświętszej Maryi Panny w Popowie Kościelnym
- Parafia św. Stanisława Biskupa w Sokolnikach
- Parafia Najświętszej Maryi Panny Królowej Polski w Świniarach